# 2004 en Côte d'Ivoire
Cet article présente les faits marquants de l'année 2004 en Côte d'Ivoire.

## Évènements
- 16 avril 2004 : le citoyen franco-canadien Guy-André Kieffer disparait mystérieusement d'Abidjan (toujours porté disparu en 2008).

- Novembre 2004 : Laurent Gbagbo, président de la Côte d'Ivoire depuis l'an 2000, lance une offensive dans le secteur des villes rebelles de Bouaké et Korhogo.

- 5 novembre 2004 : réaction de la France, avec qui il est en mauvais terme, qui demande au Conseil de sécurité de l'ONU une extension du mandat de l'ONUCI, afin d'avoir la possibilité de s'interposer militairement aux combats entre forces gouvernementales et rebelles. Les "Casques bleus" s’opposent à l’avancée de l’armée ivoirienne de Gbagbo.

- 6 novembre 2004 : des bombardements opérés par les FANCI ("Forces Armées Nationales de Côte d'Ivoire") sur la zone de confiance, notamment à Man et Bouaké font 9 morts, des soldats français de l'opération Licorne. Riposte française qui détruit deux avions soukhoïs et les hélicoptères MI-24, soit la totalité de la flotte aérienne ivoirienne. Les drones achetés à Israël sont saisis.